# Galéran du Puiset
Galéran du Puiset était fils d'Hugues Blavons, seigneur du Puiset, et d'Alix de Montlhéry.
Il est cité dans une donation faite vers 1102 par son frère Hugues à l'abbaye de Saint-Martin-des-Champs. Puis il partit combattre en Terre sainte et se met au service de Baudouin du Bourg, comte d’Édesse. À partir de 1115, ce dernier décide d’éliminer la noblesse arménienne du comté après plusieurs complots arméniens visant à livrer Édesse aux Turcs. Après avoir soumis et exilé Vasil Dgha, Baudouin s'attaque à Abelgh'arib et assiège Bîrejik, ou Bira. Un compromis est conclu, par lequel Abelgh'arib livre la ville et s'exile dans l'Arménie cilicienne. Baudouin donne alors le fief de Bira et la main de la fille d'Abelgh'arib à son cousin Galérand du Puiset.
Le roi Baudouin Ier de Jérusalem meurt en 1118, et Baudouin du Bourg, comte d’Édesse, lui succède, avec l'aide de Josselin Ier de Courtenay. Avant son départ pour Jérusalem, en 1118, Baudouin avant confié Édesse à Galéran, puis il inféode le comté d'Édesse à Josselin de Courtenay afin de le récompenser de son aide pour accéder au trône.
Le 13 septembre 1122, Josselin de Courtenay et Galéran du Puiset tentent de surprendre Balak ibn Bahram, qui se rend d'Alep à son fief de Kharpût, mais ce sont eux qui sont capturés et emprisonnés à Kharpût. le roi Baudouin II, qui tente de les libérer est capturé à son tour le 18 avril 1123. Balak tente ensuite d'exploiter son avantage et envahir la principauté d'Antioche. Mais une cinquantaine d'Arméniens entreprennent de délivrer leurs seigneurs et se rendent à Kharpût, déguisés en moines et en marchands. Avec l'aide des ouvriers arméniens de la ville, il massacrent la garnison, s'emparent de la citadelle et délivrent les prisonniers. Pendant que Baudouin, Galéran et les Arméniens tiennent la ville, Josselin part chercher du secours. Mais Balak, prévenu le 7 août 1123, revient à Kharpût et assiège la citadelle, forçant les défenseurs à se rendre avant l'arrivée des secours. Balak ordonne l'exécution de tous les défenseurs, à l'exception de Baudouin, d’un de ses neveux et de Galéran qui sont de nouveau emprisonnés et transférés à Harran.
Galéran meurt toujours captif entre 1123 et 1126.

## Sources
- René Grousset, L'Empire du Levant : Histoire de la Question d'Orient, Paris, Payot, coll. « Bibliothèque historique », 1949 (réimpr. 1979), 648 p. (ISBN 978-2-228-12530-7).
- René Grousset, Histoire des croisades et du royaume franc de Jérusalem - I. 1095-1130 L'anarchie musulmane, Paris, Perrin, 1934 (réimpr. 2006), 883 p.
- Foundation for Medieval Genealogy : les seigneurs du Puiset.